# مورفی ریچاردز
مورفی ریچاردز (انگلیسی: Morphy Richards) شرکت لوازم خانگی برییی است، که در سال ۱۹۳۶ تأسیس شد.